# SuperH
A SuperH (vagy SH) egy 32 bites csökkentett utasításkészletű (RISC) utasításkészlet-architektúra (ISA) a Hitachi fejlesztésében. Beágyazott rendszerek számára készült mikrovezérlőkben és mikroprocesszorokban alkalmazzák. Az SH-3 és az SH-4 architektúra támogatja mind a csökkenő, mint a növekvő bájtsorrendet, tehát ezek kettős bájtsorrendű (bi-endian) felépítések.

## Történet

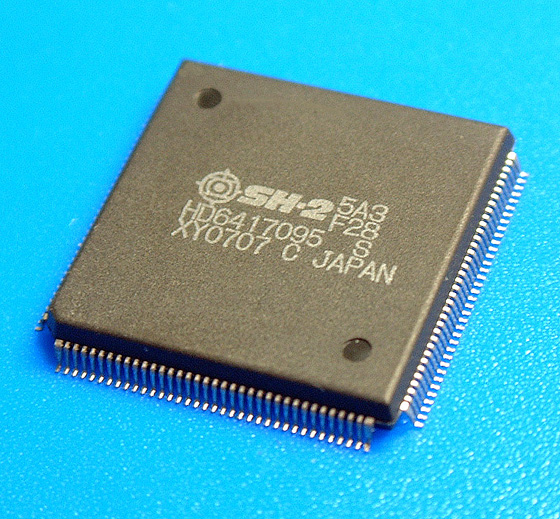
SH-2, a Sega 32X és a Sega Saturn processzora

A SuperH processzormag-családot a Hitachi fejlesztette ki az 1990-es évek elején. Előzménye a Hitachi H8 processzorcsaládja. A Hitachi nem egyszerűen egy processzort fejlesztett, hanem rögtön egy egész sorozat felfelé kompatibilis utasításkészletű CPU magot. Az SH-1 és az SH-2 a Sega Saturn és Sega 32X játékkonzolokba voltak beépítve. Ezek a magok 16 bites utasításokat tartalmaztak, ami a 32 bites utasításoknál nagyobb kódsűrűséget eredményezett – ez egy fontos előnynek számított a drága memóriák korában.
Néhány évvel később az SH-3 mag csatlakozott az SH CPU családhoz; ennek újabb tulajdonságai között szerepelt egy újabb megszakítási koncepció, memóriakezelő egység (MMU) és módosított gyorsítótár elrendezés. Az SH-3 mag emellett kapott egy DSP kiterjesztést is, a kiterjesztéssel ellátott mag neve SH-3-DSP. A DSP feldolgozást a processzorban kiterjesztett adatösvények, speciális akkumulátorok a DSP műveletekhez, valamint egy dedikált MAC (multiply–accumulate, szorzó-összeadó)-típusú DSP feldolgozórendszer segítik, ezáltal ez a mag egyesíti a DSP- és RISC processzorok világát.
A Hitachi a Dreamcast játékkonzolhoz fejlesztette ki az SH-4 architektúrát. Ennek főbb jellemzői a 2 utas szuperskalár utasításvégrehajtás és egy vektoros lebegőpontos egység. Az SH-4-alapú szabványos csipek 1998-ban jelentek meg a gyártásban.
2001 elején a Hitachi és a STMicroelectronics közösen megalakította a SuperH, Inc. nevű céget, a szellemi tulajdon szabadalmainak kezelésére, és ez a cég kezdte licencelni az SH-4 magokat más cégeknek, valamint koordinálta az SH-5 architektúra fejlesztését. Az SH-5 architektúrával a SuperH is belépett a 64 bites processzorok területére. 2004-ben a SuperH, Inc. eladta ezeknek a magoknak az IP-jét a Renesas Technology-nak, amely 2010-től Renesas Electronics néven ismert.
Az SH-5 kialakítás két üzemmódot támogat. Az SHcompact mód egyenértékű az SH-4 utasításkészlet felhasználói módú utasításaival. Az SHmedia mód ettől merőben különbözik, mivel 32 bites utasításokat, hatvannégy 64 bites integer regisztert és SIMD utasításokat használ. Az SHmedia módban az elágazások rendeltetési címe egy elágazási regiszterbe (branch register) töltődik, az aktuális elágazási utasítástól elválasztva. Ez lehetővé teszi a processzornak az elágazási utasítás előbetöltését az utasításfolyam fürkészése nélkül. A tömör 16 bites és a hatékonyabb 32 bites utasításkódolás kombinálása nem csak az SH-5 jellemzője, az ARM processzoroknak ott van a 16 bites Thumb üzemmód, a MIPS processzoroknak pedig a MIPS-16 mód. Az SH-5 megoldása azonban kissé eltér ezektől, mert ez egyszerűen a 16 bites utasításkódolással visszafelé kompatibilis üzemmód, nem pedig a 32 bites kódolás származéka.
A SuperH architektúra evolúciója még mindig tart. A legutóbbi evolúciós lépés 2003 körül történt, mikor az SH-2-től SH-4-ig terjedő magokat egy szuperskalár SH-X magban egyesítették, amelynek utasításkészlete magába foglalja az előző architektúrák utasításkészleteit.
Ma a SuperH CPU magokat, architektúrát és kapcsolódó termékeket a Renesas Electronics, a Hitachi és Mitsubishi félvezetőgyártó részlegeinek összeolvadásával keletkezett vállalat gyártja, és az architektúra az SH-2, SH-2A, SH-3, SH4 és SH-4A platformok körül konszolidálódott, skálázható családot alkotva.

## Modellek

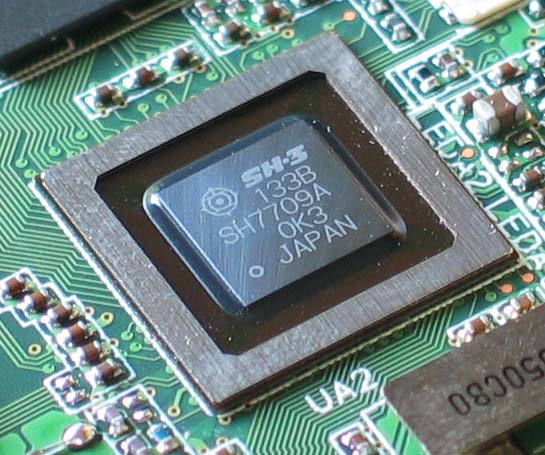
Renesas SH-3 CPU

A SuperH CPU magok családja a következőkből áll:
- SH-1 – mikrovezérlőkben alkalmazzák, mélyen beágyazott alkalmazásokhoz (CD-ROM meghajtók, háztartási gépek vezérlőrendszerei (major appliances), stb.)
- SH-2 – mikrovezérlőkben alkalmazzák, magasabb teljesítménykövetelmények esetén, valamint autókban mint motorvezérlő egység, hálózati alkalmazások, játékkonzolok, pl. a Sega Saturn processzoraként. SH-2-es található számos motorvezérlő alkalmazásban, pl. a Subaru, Mitsubishi, és Mazda gyártmányaiban.
- SH-2A – Az SH-2A mag az SH-2 mag kiterjesztése, néhány extra utasítást tartalmaz, de a legfontosabb jellemzője a szuperskalár architektúra felé történő elmozdulás (képes egynél több utasítást végrehajtani egy órajelciklus alatt) és a két ötfokozatú futószalag. 15 regiszteres bankokat tartalmaz a 6 órajelciklusos megszakítási latencia eléréséhez. Leginkább motorvezérlő alkalmazásokban használják, de multimédia, autó-audiórendszerek, erőátviteli rendszerek, autótest-vezérlés és a hivatali+otthoni automatizáció is a felhasználási területeihez tartozik.
- SH-DSP – eredetileg a mobiltelefon-piacra fejlesztették, később azonban a DSP teljesítményt igénylő háztartási elektronikai eszközökben kezdték használni, pl. JPEG tömörítéshez, stb.
- SH-3 – mobil és kézi eszközökben használják, ilyen volt pl. a Jornada PDA, Windows CE eszközökben és évek óta az autós navigáció piacán
- SH-3-DSP – leginkább multimédiás terminálokban és hálózati alkalmazásokban, amellett nyomtatók, faxok vezérlésére
- SH-4 – nagy teljesítményigényű alkalmazásokban, pl. autó-multimédia terminálokban, videójáték-konzolokban vagy set-top boxokban használják
- SH-5 – felsőkategóriás multimédia-alkalmazások céljaira
- SH-X – általános használatra tervezett mag, különböző összeállításokban készül (DSP vagy FPU egységekkel vagy anélkül), motorvezérlő egységekben, autókba épített multimédiás eszközökben, set-top boxokban vagy mobiltelefonokban
- SH-Mobile – SuperH Mobile Application Processor; az alapsávú LSI alkalmazásfeldolgozás tehermentesítésére tervezték

## SH-2

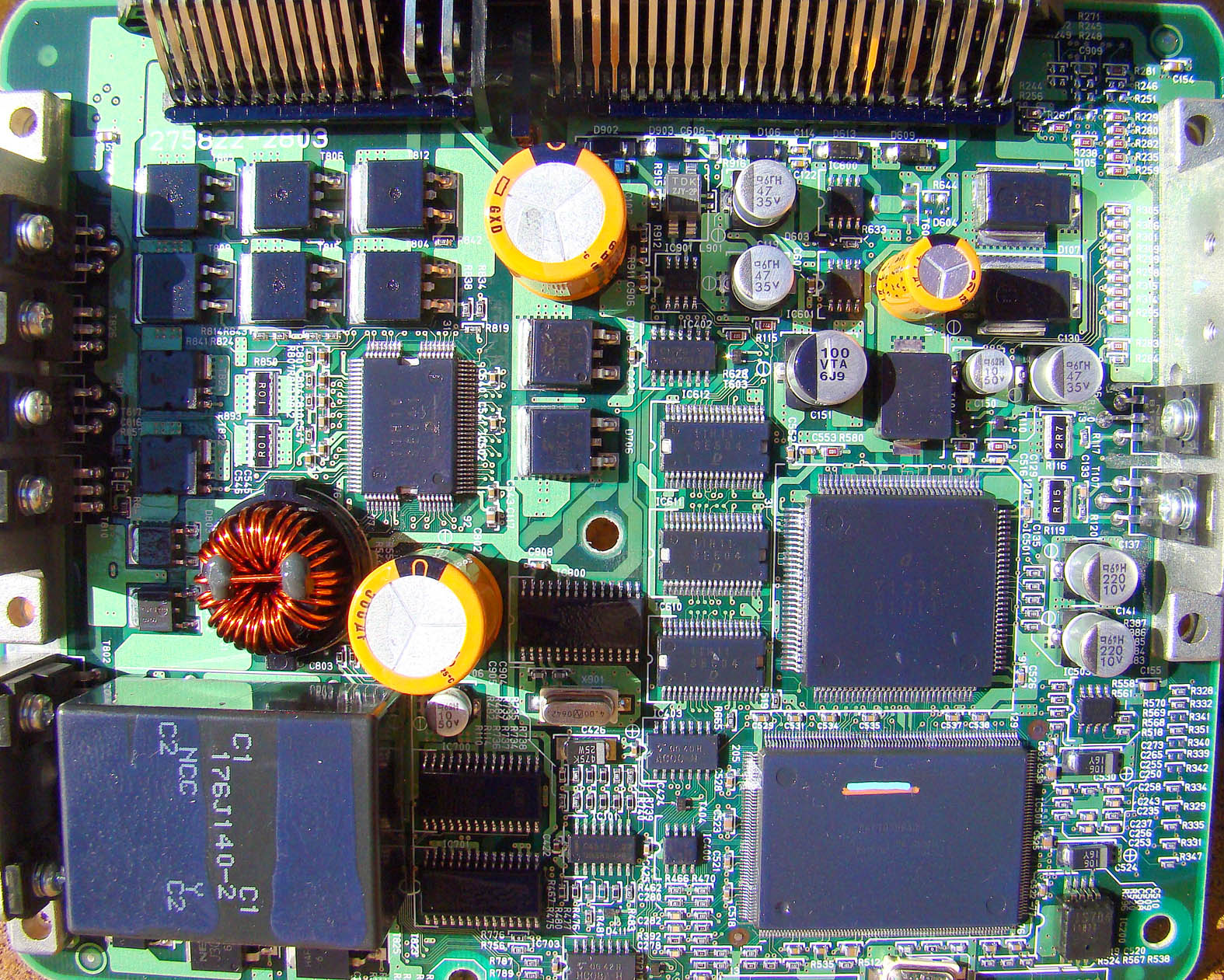
Renesas SH-2 CPU

Az SH-2 egy 32 bites RISC architektúra, 16 általános célú regisztere van. Utasításai rögzített 16 bites hosszúságúak, ez magas kódsűrűséget jelent, hardveres multiply–accumulate (MAC, szorzó-összeadó) blokkal is rendelkezik, ez a DSP algoritmusoknál hatékony. Futószalagja ötfokozatú.
Az SH-2 gyorsítótárral rendelkezik a ROM-nélküli eszközökön is.
Van egy vektor-bázis-regisztere, egy globális-bázis-regisztere és egy procedúra-regisztere.
Manapság az SH-2 család a 32 KiB-os lapkára szerelt flashmemóriás eszközöktől a ROM-nélküli eszközökig terjed. Számos perifériával is rendelkezik, ilyenek a CAN, Ethernet, motorvezérlő timer egység, gyors ADC és egyebek.

## SH-2A
Az SH-2A az SH-2 mag korszerűsítése. 2006 elején mutatták be.
Megjelenésekor 2007-ben az SH-2A alapú SH7211 csip volt a világ leggyorsabb beágyazott flash mikrovezérlője 160 MHz-es órajelével. Később kiszorította több újabb 200 MHz-es SuperH eszköz.
Az SH-2A mag főbb jellemzői:
- Szuperskalár architektúra: egyidejűleg 2 utasítás végrehajtása
- Harvard-architektúra
- Két 5 fokozatú futószalag
- 15 regiszteres regiszterbankok a 6 órajelciklus alatti megszakítási válaszidőhöz
- Választható FPU

Az SH-2A család manapság a 16 KiB-től indul és ROM nélküli változatokat is tartalmaz. Az eszközök szabványos perifériákkal rendelkeznek, ilyenek a CAN, Ethernet, Universal Serial Bus és egyebek, több alkalmazásspecifikus periféria is elérhető, pl. motorvezérlő timerek, TFT vezérlők és autóipari erőátviteli rendszerekhez való dedikált perifériák.

## SH-4
Az SH-4 egy 32 bites RISC CPU,

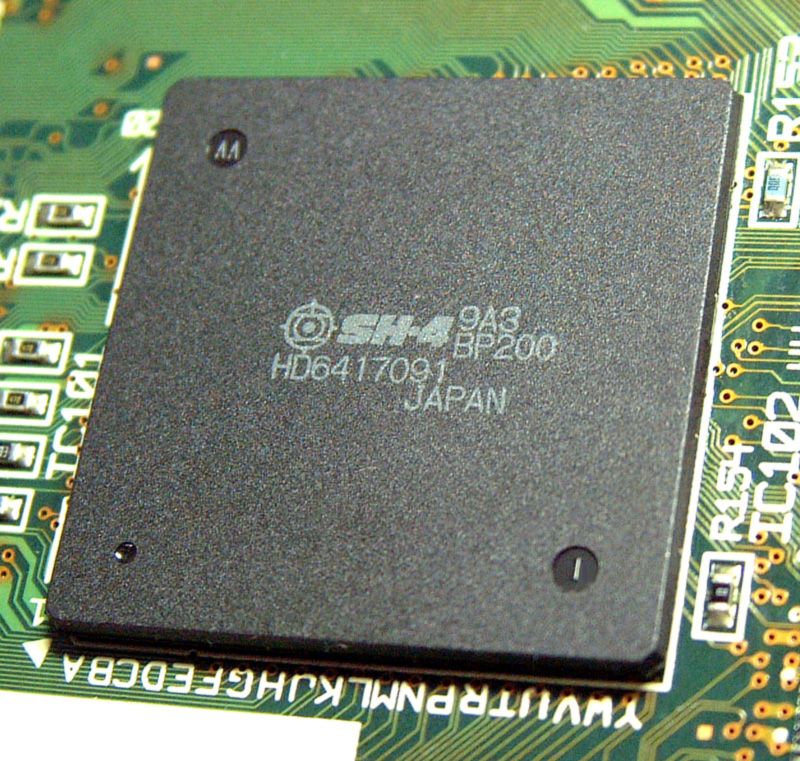
Renesas SH-4 CPU

elsősorban a multimédia-alkalmazásokban történő felhasználásra lett kifejlesztve,
amilyenek a Sega Dreamcast és a NAOMI játékrendszerek.
Ebbe egy sokkal hatékonyabb lebegőpontos egységet építettek,
és számos kiegészítő lehetőséggel rendelkezik. Szabványos 32 bites integer feldolgozóutasításai vannak,
utasításmérete 16 bites.
Az SH-4 főbb jellemzői:
- FPU négy lebegőpontos szorzóegységgel, amely támogatja a 32 bites egyszeres pontosságú és 64 bites duplapontosságú lebegőpontos számokat
- 128 bites lebegőpontos sín, átviteli sebessége az adat-gyorsítótárból 3,2 GB/s
- 64 bites külső adatsín 32 bites memóriacímzéssel, ami lehetővé teszi maximum 4 GiB memória címzését, 800 MB/s átviteli sebességgel
- Beépített megszakítási rendszer, DMA, energiagazdálkodás vezérlők

## Fordítás
Ez a szócikk részben vagy egészben  a   SuperH című angol Wikipédia-szócikk ezen változatának fordításán alapul.  Az eredeti cikk szerkesztőit annak laptörténete sorolja fel. Ez a jelzés csupán a megfogalmazás eredetét és a szerzői jogokat jelzi, nem szolgál a cikkben szereplő információk forrásmegjelöléseként.